# 韓国陸軍12師團 訓練兵 拷問致死事件
韓国陸軍12師団訓練兵拷問致死事件、江原道麟蹄郡陸軍訓練兵死亡事件または朴泰仁訓練兵拷問致死事件は、2024年5月23日、大韓民国の江原特別自治道麟蹄郡北面月鶴里501-2番地に位置する大韓民国陸軍第12歩兵師団新兵教育隊において、訓練兵6人の訓練中に、そのうちの1人である朴泰仁（パク・テイン韓国語:박태인）が死亡した事件である。死因は敗血性ショックと判明しており、正確な死因を特定するため、血液や組織の追加検査などを実施する予定であると発表された。